# Hypomecia jordana
Hypomecia jordana là một loài bướm đêm trong họ Noctuidae.